# René Glaneau

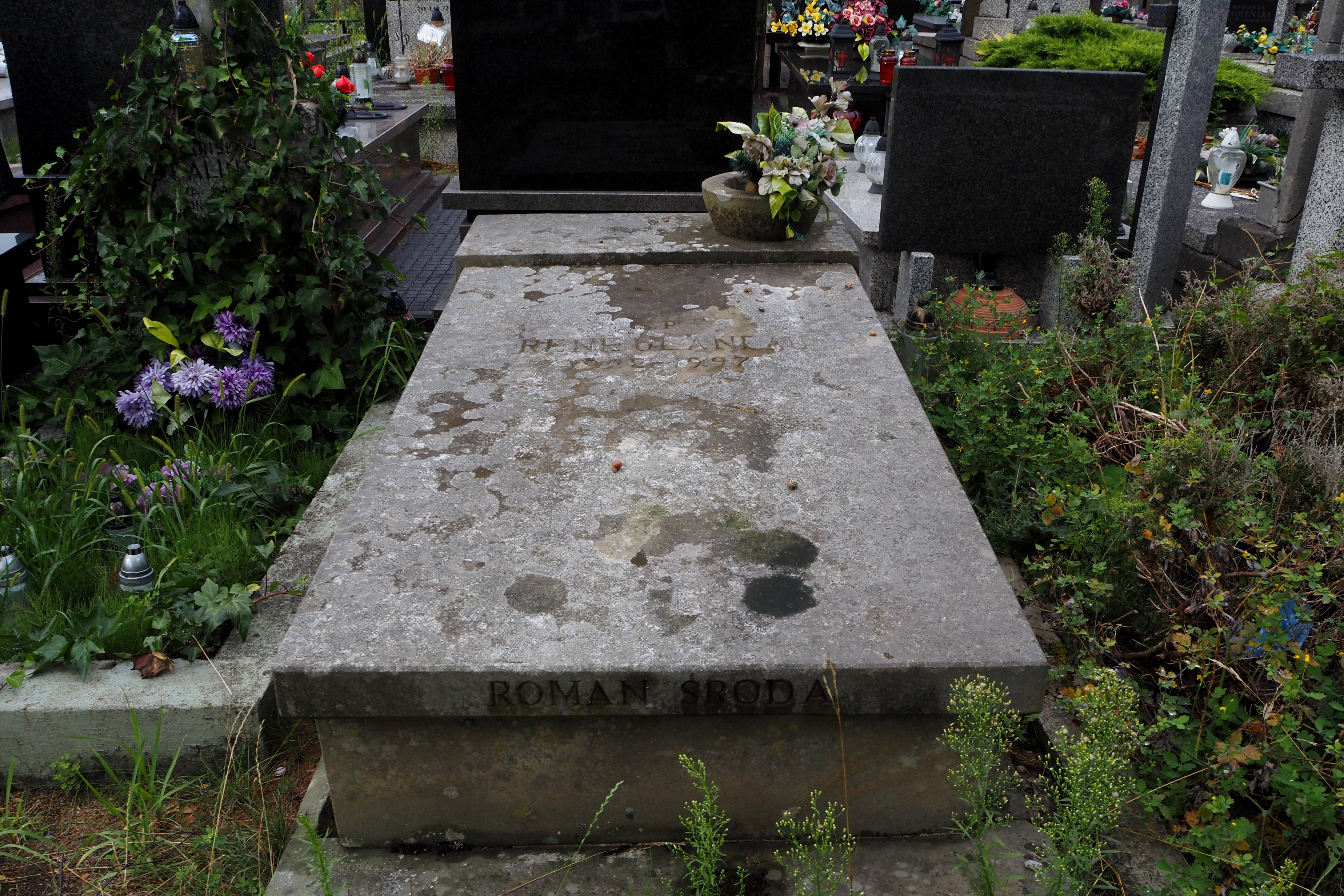
Grób René Glaneau na Cmentarzu w Rembertowie

René Glaneau, właśc. Roman Środa (ur. 10 czerwca 1928 w Hornaing we Francji, zm. 12 kwietnia 1997 w Warszawie) – polski piosenkarz. W 1947 roku wrócił do Polski, do Karpacza.

## Praca estradowa
Karpacz 1947 – pierwsze występy z miejscową kapelą brata, Józefa.
Debiut na dużej scenie:  Orkiestra Zygmunta Karasińskiego – programy „Melodia i Rytm” i „Melodie Świata” (6 lutego 1954 – 30 sierpnia 1955). Następnie: orkiestra Ryszarda Damrosza Błękitny Jazz (4 lutego – 30 sierpnia 1956), Zespół Jazzowy  Zygmunta Wicharego (październik 1956 – czerwiec 1960), Zespół Estradowy Jana Walaska (październik 1960 – maj 1961) i Zespół Gitar Hawajskich Jana Ławrusiewicza (1968). W latach późniejszych współpracuje z różnymi zespołami w kraju i za granicą.

## Wyjazdy zagraniczne
Czechosłowacja (CSRS), Finlandia, Niemiecka Republika Demokratyczna (NRD), Rumunia, Węgry, Związek Radziecki (ZSRR).

## Nagrania
Polska – 14 płyt: Polskie Nagrania „Muza” i Pronit 1955–1965, Czechosłowacja – 11 płyt: Supraphon 1963 – 1966, jedna płyta w Rumunii: Elektrocord 1959, jedno pirackie nagranie w USA: Bruno – Acropole Production Chicago 1960.

## Telewizja
TVP Łódź: trzy programy reżyserowane przez Janusza Rzeszewskiego w latach 1960 – 1961.

## Repertuar
W okresie „żelaznej kurtyny”, czyli w latach odcięcia od zachodniej kultury, René Glaneau zasłynął jako jedyny odtwórca i popularyzator piosenki francuskiej w Polsce. Później śpiewał i nagrał wiele utworów, nie tylko francuskich, w języku francuskim i polskim, w tym kilkanaście z własnymi tekstami, melodiami i aranżacjami.

## Przeboje
„Martwe liście”, „Pszczółka i motylek”, „Ostatni walc”, „Desafinado”, „Merci chérie”, „Bambino”, „Skandal w rodzinie”.

## Dyskografia
- LP Piosenki Paryża Orkiestra Smyczkowa Ryszarda Damrosza, René Glaneau, Irena Malkiewicz (Polskie Nagrania „Muza” L 0034) 10", 1955
- LP Wspomnienia z Paryża René Glaneau, Orkiestra Ryszarda Damrosza (PN Muza L 0319)
- EP René Glaneau, zespół Chochoły (PN Muza N 0433)
- SP René Glaneau, zespół instr. Krzysztofa Sadowskiego (PN Muza S 125)